# شهرستان شنزه
شهرستان شنزه (به لاتین: Shenze County) یک شهرستان‌های جمهوری خلق چین در چین است که در شیجیاژوانگ واقع شده‌است.
 شهرستان شنزه ۲۹۶ کیلومتر مربع مساحت و ۲۵۰٬۰۰۰ نفر جمعیت دارد.